# Je suis Mina
Je suis Mina је компилација италијанске певачице Мине, објављена 22. марта 2011. за издавачке куће EMI.

## Списак пјесама
| №   | Назив                                               | Аутор(и)                                                             | Трајање |  |
| 1.  | Si... (Vorrei che fosse amore)                      | Antonio Amurri Bruno Canfora Eddy Marnay                             | 2:23    |  |
| 2.  | L'amour est mort (Io e te da soli)                  | Mogol Lucio Battisti Jacques Demarny                                 | 4:29    |  |
| 3.  | Pour en finir comment faire (L'importante è finire) | Alberto Anelli Cristiano Malgioglio Pierre Delanoë                   | 3:12    |  |
| 4.  | Et puis ça sert à quoi (E poi...)                   | Andrea Lo Vecchio Shel Shapiro Delanoë                               | 4:23    |  |
| 5.  | Lumière (Nuur)                                      | Ermanno Capelli Osvaldo Miccichè Delanoë                             | 4:15    |  |
| 6.  | C'est une chanson (Una canzone)                     | Gianni Belleno Nico Di Palo Ricky Belloni Vittorio De Scalzi Delanoë | 3:50    |  |
| 7.  | La chiromancienne (Caravel)                         | Guido Bolzoni Delanoë                                                | 2:44    |  |
| 8.  | Ensemble (Distanze)                                 | Luigi Albertelli Roberto Soffici Delanoë                             | 4:32    |  |
| 9.  | Comme un homme                                      | Hubert Giraud Delanoë                                                | 3:10    |  |
| 10. | Quand l'amour vous touche (Quando l'amore ti tocca) | Dibì Nini Carucci Delanoë                                            | 3:16    |  |
| 11. | Moi je te regarde (Io innamorata)                   | Augusto Martelli Giorgio Calabrese Marnay                            | 2:56    |  |
| 12. | Ne la crois pas (Non credere)                       | Ascri Mogol Soffici Marnay                                           | 4:15    |  |
| 13. | Le cœur en larmes (Un colpo al cuore)               | Giancarlo Bigazzi Mario Capuano Marnay                               | 3:18    |  |
| 14. | La vie (Credi)                                      | Mario Nobile Paolo Limiti Demarny                                    | 3:27    |  |
| 15. | Les oiseaux reviennent (Non tornare più)            | Dario Baldan Bembo Franco Califano Delanoë                           | 4:39    |  |
| 16. | Cigarette                                           | Jacques Higelin                                                      | 3:52    |  |
| 17. | Deux peut-être trois (Due o forse tre)              | Lo Vecchio Shapiro Delanoë                                           | 4:05    |  |
| 18. | C'est comme un arc en ciel (Racconto)               | Giraud Delanoë                                                       | 3:38    |  |
| 19. | Rien que vous (Solo lui)                            | Fabio Massimo Cantini Franca Evangelisti Delanoë                     | 4:19    |  |
| 20. | A cœur ouvert (Sognando)                            | Don Backy Delanoë                                                    | 3:59    |  |
| 21. | Les mauvais jours (Ancora dolcemente)               | Massimo Cantini Luigi Lopez Paolo Cassella Delanoë                   | 4:20    |  |

## Позиције на листама
| Листа (2011)   | Највиша позиција |
| -------------- | ---------------- |
| Италија (FIMI) | 48               |